# Aiguamolls de l'Empordà
|  | Aquest article es refereix al conjunt d'aiguamolls de l'Empordà. Per als seus components vegeu Aiguamolls de l'Alt Empordà i Aiguamolls del Baix Empordà |

Els aiguamolls de l'Empordà constitueixen el conjunt de maresmes més important de Catalunya, després del delta de l'Ebre. Les actuals zones protegides, el Parc Natural dels Aiguamolls de l'Empordà i els aiguamolls del Baix Ter, són la resta d'una extensa àrea que antigament ocupava gran part del litoral de l'Empordà. Aquest conjunt de maresmes han estat generades pel curs final de la Muga i el Fluvià, a l'Alt Empordà; i del Ter i el Daró, al Baix Empordà. Els aiguamolls ocupaven antigament tot el pla del litoral del golf de Roses i del baix Ter, però van anar desapareixent per l'expansió de l'agricultura i la ramaderia amb canals de dessecació, la canalització de la Muga i la construcció dels embassaments de Boadella, Sau, Susqueda i el Pasteral. Sis llacunes petites i la gran llacuna o estany de Castelló van desaparèixer.

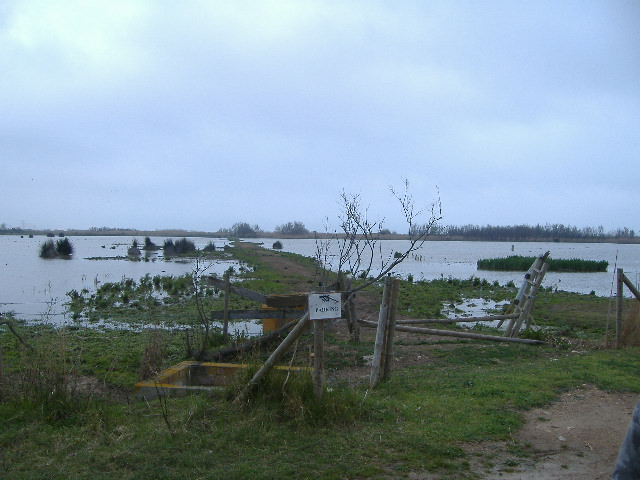
Aiguamolls de l'Empordà

En èpoques antigues, s'hi havia conreat arròs, pràctica que s'ha tornat a introduir. Comprèn 4.824 ha formades per dunes, llacunes salabroses i dolces, prats inundables i zones de conreu.
A la segona meitat del segle xx, la urbanització de la zona, especialment amb projectes com el d'Empuriabrava o la Urbanització Santa Margarida (Roses), va posar en perill l'àrea. El 1976 la campanya Els últims aiguamolls empordanesos en perill, promoguda pel Grup de Defensa dels Aiguamolls Empordanesos, va alertar-ne l'opinió pública. El 13 d'octubre de 1983 el Parlament de Catalunya va aprovar la Llei de declaració de paratges naturals d'interès nacional i reserves integrals, i els aiguamolls de l'Alt Empordà hi quedaren emparats. Posteriorment han estat reclassificats com a Parc Natural. Els aiguamolls del Baix Empordà, exclosos de la llei de 1983, estan protegits pel Pla d'espais d'interès natural (PEIN) Aiguamolls del Baix Empordà des de 1992 i pel Parc Natural del Montgrí, les Illes Medes i el Baix Ter des de 2010.
S'hi han arribat a observar 327 espècies d'ocells, entre les quals cal esmentar la cigonyes (o gantes, com es coneixen a l'Empordà), l'ànec collverd, el bernat pescaire i la fotja. Actualment, també hom hi pot observar la llúdriga, gràcies al projecte de reintroducció d'aquesta espècie a l'Empordà.